# Comte de Cambridge
Le titre de comte de Cambridge a été créé à plusieurs reprises dans la pairie d'Angleterre. Le titre a été étroitement associé à la famille royale d'Angleterre. James Hamilton, le premier comte de la quatrième création fut sixième dans l'ordre de succession au trône d'Écosse.
À partir de 1664, le titre de duc de Cambridge lui succède dans ce rôle.

## Liste des comtes de Cambridge

### Première création (1340)
- 1340-1361 : William de Juliers (1299-1361).

### Deuxième création (1362)

Armes d'Edmond de Langley : « Écartelé de France et d'Angleterre, au lambel d'argent à trois pendants chargés chacun de trois besants de gueules. »

- 1362-1402 : Edmond de Langley (1341-1402), 1er duc d'York ;
- 1402-1414 : Édouard de Norwich (1373-1415), comte de Rutland, duc d'York et d'Albemarle. Fils du précédent.

### Troisième création (1414)
- 1414-1415 : Richard de Conisburgh (1385-1415). Frère du précédent. Exécuté pour trahison ;
- 1426-1460 : Richard Plantagenêt (1411-1460), comte de Rutland, de March et d'Ulster, duc d'York. Fils du précédent ;
- 1460-1461 : Édouard Plantagenêt (1442-1483), comte de March, Ulster, duc d'York. Fils du précédent. Il devient Édouard IV en 1461.

### Quatrième création (1619)
Après cette quatrième création, le titre subsidiaire à celui de comte de Cambridge est baron d'Innerdale.
- 1619-1625 : James Hamilton (1589-1625), 2e marquis d'Hamilton ;
- 1625-1649 : James Hamilton (1606-1649), 1er duc d'Hamilton. Fils du précédent ;
- 1649-1651 : William Hamilton (1616-1651), 1er comte de Lanark, 2e duc d'Hamilton. Frère du précédent.

### Cinquième création (1659)
- 1659-1660 : Henry Stuart (1639-1660), duc de Gloucester.